# Сантіам
Сантіам (англ. Santiam) — річка у штаті Орігон (США), права притока річки Вилламет.
Річка утворюється злиттям двох приток: Північного та Південного Сантіаму. Довжина самого Сантіаму — 19 км, а Північного Сантіаму — 145 км та Південного Сантіаму (Сан-Сантіам) — 106 км. Довжина разом з найдовшим витоком — Північним Сантіамом становить 164 км.
Над Сантіамом розташоване місто Джефферсон; над Північним Сантіамом — Детройт, Мілл-Сіті, Стейтон, над Південним Сантіамом — Світ-Хом, Лібанон.

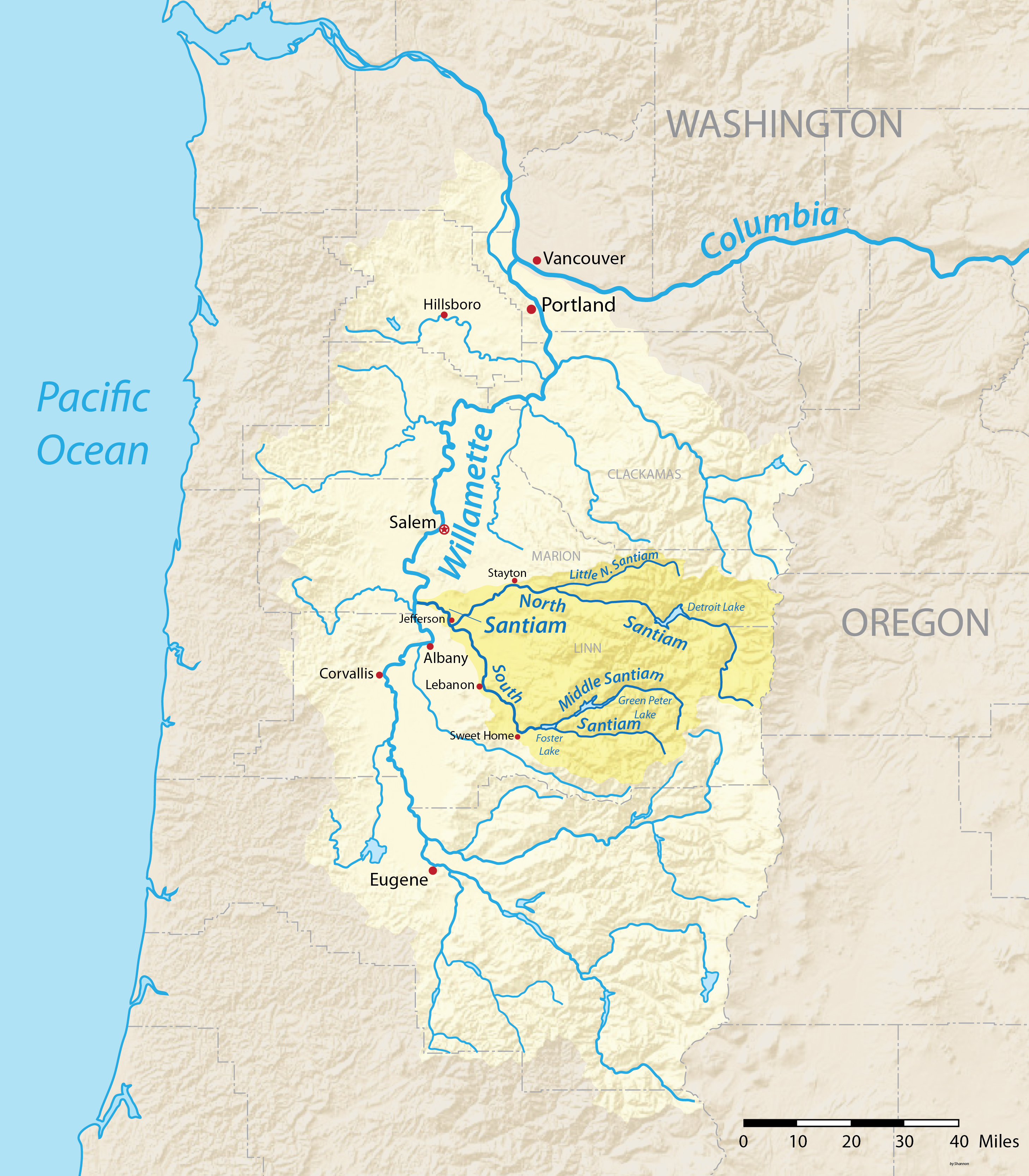
Сточище Сантіяму

Раніше у долині Сантіаму мешкав американський індіанський народ калапуя.
| США | Це незавершена стаття з географії США. Ви можете допомогти проєкту, виправивши або дописавши її. |